# キーロフ駅
キーロフ駅（キーロフえき、Станция Киров）はロシア連邦キーロフ州のキーロフにある鉄道駅である。

## 概要
1899年にヴャトカⅠ駅（Станция Вятка-I）として開業し、1934年に現在の駅名に改称された。